# Михайловск (Свердловская область)
Миха́йловск — город районного подчинения в Нижнесергинском районе Свердловской области России, административный центр Михайловского муниципального образования в составе Нижнесергинского муниципального района.

## География
Город расположен в 133 км от Екатеринбурга, в 28 км от районного центра Нижние Серги и в 10 км от ж.д станции Михайловский Завод направления Чусовская-Дружинино-Бердяуш, с которой связан железнодорожной веткой производственного назначения.
Через город протекают реки Уфа (в южной части), Серга (в северной части), Куба (в восточной части), Воронина (в северной части). С северо-востока к городу примыкает Михайловское водохранилище.

## История
В 1805 году в устье реки Кубы, притоке реки Серги, под руководством московского купца и промышленника Михаила Губина началось строительство железоделательного завода, положившего начало современному городу. В августе 1808 года рабочие получили первые пуды листового железа. Вновь построенному заводу и расположившемуся в непосредственной близости рабочему посёлку было присвоено имя его основателя и владельца Михаила Губина — Михайловский завод. Для производства железа, главным образом кровельного, использовался чугун Атигского, Нижнесергинского и Верхнеуфалейского заводов. Готовая продукция сплавлялась по реке Уфе в период паводка. Основным рынком сбыта металла была Нижегородская ярмарка, а главными покупателями продукции Сергинских заводов являлись «Торговый дом Э. М. Мейер и К» и АО «Кровля».
В 1860 году в трёх верстах от Михайловского завода у посёлка Уфимка, была построена Уральская писчебумажная фабрика Ятеса. Михайловский был одним из крупных поселений в Красноуфимском уезде. Здесь насчитывалось до 11 тыс. человек, находилось волостное управление, несколько школ (в том числе ремесленная), больница, церковь, около 60 торговых предприятий, многочисленные промыслы (сапожный, пимокатный, кузнечно-слесарный).

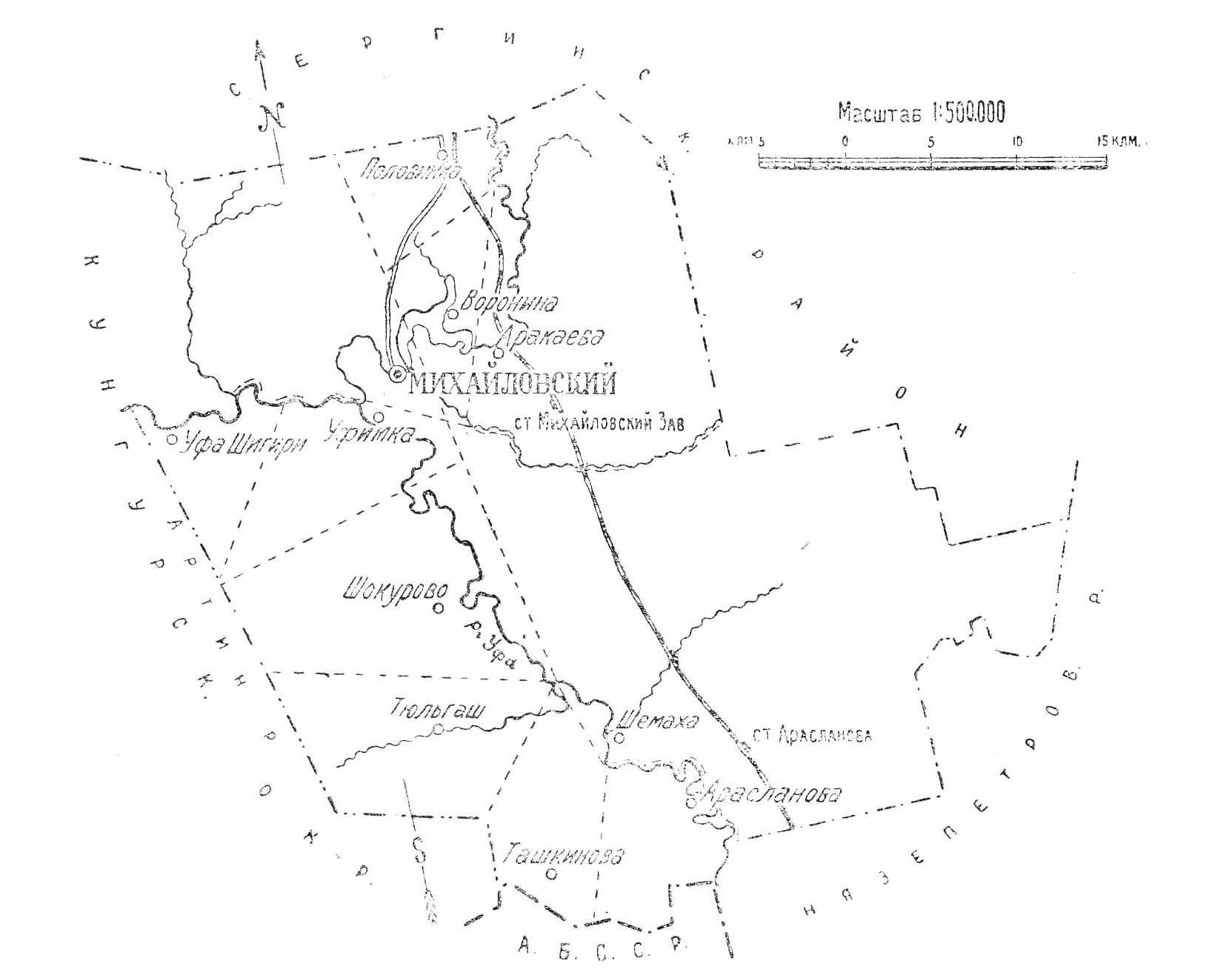
Михайловский район в составе Уральской области;
1928 г.

После гражданской войны Михайловский завод находился на консервации, поэтому многие жители посёлка уезжали на другие уральские заводы. В июле 1925 года завод вновь вошёл в число действующих. Здесь было занято уже 800 рабочих. С 1923 года до упразднения в связи с укрупнением районов Уральской области в 1932 году являлся районным центром Михайловского района Свердловского округа. В 1940 году завод произвёл 21 тыс. тонн кровельного железа. В июне 1941 года Михайловский получил статус рабочего посёлка. В военные годы предприятие освоило продукцию для нужд фронта. В частности, был организован выпуск проката цветных металлов: цинка, свинца, алюминия, алюминиевой фольги и посуды. Производственная специализация посёлка стала коренным образом меняться в конце 40-х годов, когда Михайловский завод перешёл на фольгопрокатное производство. В 1949 году здесь было смонтировано оборудование, привезённое из Каменск-Уральского для производства фольги, применяемой в радиотехнике и пищевой промышленности. В 1959 году на заводе был построен фольгопрокатный цех № 2, оснащённый новой немецкой техникой. Реконструировалась и бумажная фабрика, освоившая выпуск пергамента. В посёлке также были построены предприятия, обслуживающие нужды населения.
9 января 1961 года посёлок Михайловский был преобразован в город Михайловск.

## Население
| 1959    | 1970    | 1979    | 1989    | 1996    | 1998    | 2000    | 2001    | 2002    |
| ------- | ------- | ------- | ------- | ------- | ------- | ------- | ------- | ------- |
| 10 608  | ↗12 729 | ↗12 955 | ↘12 943 | ↘12 700 | ↘12 300 | ↘11 900 | ↘11 600 | ↘10 538 |
| 2005    | 2006    | 2007    | 2008    | 2009    | 2010    | 2011    | 2012    | 2013    |
| ↘10 200 | ↘10 000 | ↘9800   | ↘9600   | ↘9397   | ↗9852   | ↗9900   | ↘9555   | ↘9436   |
| 2014    | 2015    | 2016    | 2017    | 2018    | 2019    | 2020    | 2021    | 2023    |
| ↘9387   | ↘9306   | ↘9191   | ↘9088   | ↘8921   | ↘8776   | ↗8779   | ↗9756   | ↘9714   |

На 1 января 2025 года по численности населения город находился на 922-м месте из 1124 городов Российской Федерации.

## Экономика
- ООО «Михайловский завод РТИ». Входит в группу предприятий ЗАО «Уральский завод эластомерных уплотнений» (УЗЭУ). Специализируется на выпуске резинотехнических изделий и сырых резиновых смесей. Активно участвует в социальной жизни города. Оказывает финансовую и материальную помощь детскому дому г. Михайловск.
- ОАО «Михалюм». Специализируется на выпуске алюминиевой фольги и сталь-антифрикционных алюминиевых сплавов для автотракторного машиностроения. В конце 90-х прошёл стадию банкротства, но банкротом объявлен не был. Внешнее управление заводом было снято, и подписано мировое соглашение. В настоящее время входит в ОАО «Суал Холдинг».
- ООО «Жасмин». Специализируется на строительстве и ремонте автомобильных дорог, производстве асфальтобетона. Компания основана в 1991 году на базе передвижной механизированной колонны.«Жасмин» строит дороги в Свердловской и Челябинской областях, в Пермском крае. Не малую прибыль приносит производство железобетонных, мостовых перекрытий. Для рабочих предприятия сохранена система социальной поддержки. «Жасмин» оказывает материальную помощь учреждениям здравоохранения, просвещения, культуры и социальной помощи города.
- ООО «Михайловский молокозавод». Предприятие перерабатывает по 500 тонн молока ежемесячно. Ассортимент продукции: молоко, сметана, творог, творожная масса, кефир и сливочное масло.
- ООО «Михайловский хлебозавод». Ежемесячно производит до 800 тонн хлеба, хлебобулочных и кондитерских изделий 49 наименований.

## Образование и здравоохранение
В Михайловске развита сеть дошкольных учреждений. В трёх средних школах города обучается 1500 детей. Открыты лицейские классы УрГПУ, УрГСХА, лесотехнического университета. Специальная общеобразовательная коррекционная школа обучает и воспитывает 90 детей. На базе Дома пионеров создан Центр детского творчества «Радуга», в котором 70 учебных групп и 9 объединений, 1050 детей школьного возраста посещают различные кружки.
В 1975 году в городе было открыто СПТУ, обучающее группы специалистов: электриков, мастеров по ремонту и обслуживанию машин и тракторов, поваров-кондитеров. С 1978 года работает музыкальная школа — Детская школа искусств, где обучается более 100 детей по классу фортепьяно и баяна. Многим преподавателям школ присвоено звание «Отличника народного образования». Двое были удостоены Соросовской премии.
В городе 2 библиотеки — взрослая и детская.
Центральным учреждением культуры города является Центр культуры и досуга. Здесь работает зрительный зал со сценой, возобновился просмотр художественных кинофильмов, проводятся все культурно-массовые мероприятия: концерты, тематические вечера, смотры художественной самодеятельности, КВН, новогодние и Рождественские праздники, работают клубы по интересам. Жители города, увлекающиеся спортом, посещают Спортивный комплекс, где работают 11 секций по лёгкой атлетике, волейболу, футболу, аэробике, самбо, бодибилдингу, пауэрлифтингу. Занятия проводят 6 мастеров спорта, двое из которых — мастера спорта Международного класса. Спортсмены города являются участниками и победителями различной категории соревнований: от заводских до международных.
В городской больнице работает 21 специалист с высшим и 80 — со средним специальным медицинским образованием. Отделения хирургии, родильное отделение, детское отделение не работают уже несколько лет. Функционирует лишь дневной терапевтический стационар и инфекционное отделение.

## Архитектура и достопримечательности

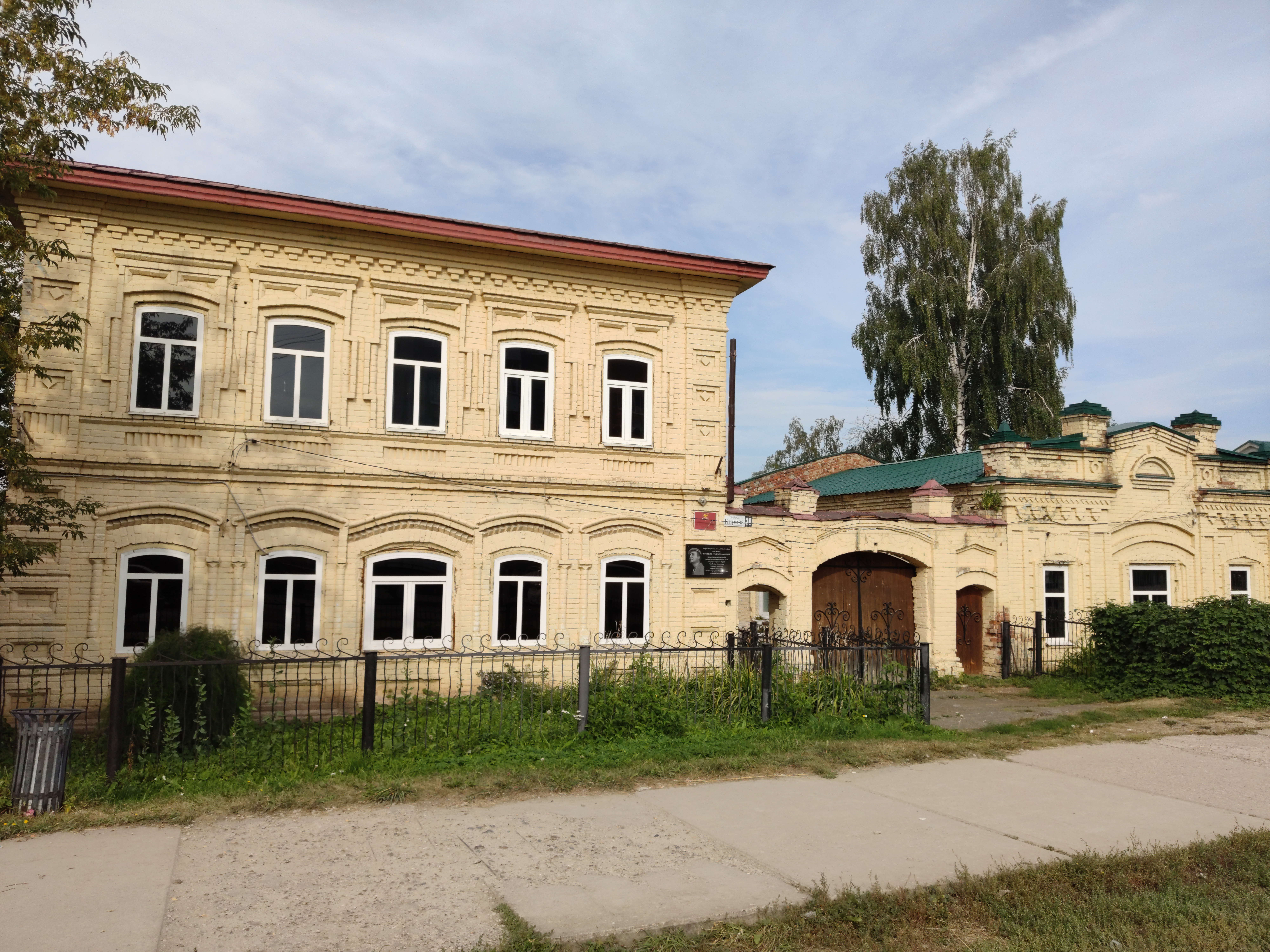
Дом купца Варенцова - краеведческий музей

На центральной площади города находится Собор Вознесения Господня, построенный в 1892 году. Он является одним из красивейших храмов в области. В 1936 году был реконструирован под клуб. В настоящее время здесь ведутся большие реставрационные работы, чтобы придать церкви первоначальный вид.
В Михайловске есть и другие религиозные учреждения. При городском кладбище действует церковь Архангела Михаила. На ул. Советской расположена мечеть.
С 1972 года в Михайловске работает историко-краеведческий музей. В 1999 году музей получил новое помещение — бывший дом-усадьбу купца Варенцова, являющегося памятником истории и культуры города.
На ул. Кирова находится центр культуры и досуга, напротив которого стоит памятник С.М. Кирову.
По окраинам города преобладают деревянные жилые постройки. Центр города застроен многоэтажными благоустроенными домами.

## Почётные деятели города
- Трошин Владимир Константинович — певец, актёр, Народный артист РСФСР (1984). В 1955 году актёр вышел на эстраду с исполнением песен советских композиторов. Обычно его имя связывается с песней «Подмосковные вечера», которую он вначале записал для документального фильма, а затем исполнил и по радио.
- Финогенов, Максим Константинович — советский рабочий и политический деятель. Герой Социалистического Труда.
- Федо́тов, Влади́мир Валенти́нович — советский и российский футболист, позднее — футбольный тренер.
- Коровин, Кесарь Михайлович — полковник Советской Армии, участник Великой Отечественной войны, Герой Советского Союза (1946).
- Игнатов, Игорь Владимирович — советский и российский футболист, нападающий.
- Агапов, Михаил Михайлович — советский и российский футболист и игрок в мини-футбол.
- Додонов, Иван Иванович — директор Михайловского завода с 1949 по 1973 года, как раз в это время завод стал заводом всесоюзного значения и оставался таковым до 90-х годов прошлого века.
- Певцов, Алексей Васильевич — писатель, автор книги «Михайловские прокатчики», 1985 г.
- Шимкевич, Людмила Валентиновна — журналист, главный редактор газет «Вестник Михалюма», «Фольга Урала» и единственной на сегодняшний день газеты в Михайловске «Муниципальный вестник». Именно благодаря Шимкевич Л. В. в Михайловске до сих пор есть своя газета.